# Coracina caledonica
Lagarteiro-melanésio (Coracina caledonica) é uma espécie de ave da família Campephagidae.
Pode ser encontrada nos seguintes países: Nova Caledónia, Papua-Nova Guiné, Ilhas Salomão e Vanuatu.
Os seus habitats naturais são: florestas subtropicais ou tropicais húmidas de baixa altitude e regiões subtropicais ou tropicais húmidas de alta altitude.